# Milko Jakšić
Milko Jakšić (Požega, 1958.), hrvatski fizičar, redovni član HAZU od 2016. godine.

## Životopis
Rođen je 1958. u Požegi. Godine 1982. diplomirao je fiziku, 1986. je magistrirao, a 1989. doktorirao na Prirodoslovno-matematičkom fakultetu Sveučilišta u Zagrebu. Magistrirao je iz područja kozmičkog zračenja, a doktorirao na temi razvoja PIXE spektroskopije. Kao poslijedoktorand usavršavao se u primjenama nuklearne mikroskopije na Sveučilištu Oxford. Zaposlen je na Institutu Ruđer Bošković uZagrebu kao znanstveni suradnik 1994., kao viši znanstveni suradnik 1998. i kao znanstveni savjetnik od 2004. godine. Od 1997. voditelj je Laboratorija za interakcije ionskih snopova. Od postojećeg Tandem Van de Graaff akceleratora, nizom proširenja i poboljšanja, izgradio je najkompleksniju i najopremljeniju znanstvenoistraživačku infrastrukturu u Hrvatskoj. Predstojnik je Zavoda za eksperimentalnu fiziku IRB-a te voditelj istraživačke jedinice za fiziku i tehnologiju ionskih snopova nacionalnog Centra izvrsnosti za napredne materijale i senzore.
Područje njegova znanstvenog rada jest međudjelovanje ionskih snopova i tvari, razvoj i primjena metoda karakterizacije i modifikacije materijala ionskim snopovima, a inicirao je i niz interdisciplinskih istraživanja, od kojih se ističu arheološka istraživanja obogaćena metodom PIXE metodom. Autor je niza važnih otkrića i inovacija: primjene ion beam induced charge metode za monitoring otpornosti detektora na zračenje te procesa stvaranja defekata zbog zračenja ionima u siliciju i dijamantu; razvoj prvih membranskih detektora proleta nabijenih čestica izrađenih od monokristalnog dijamanta, što je posebno važno za razvitak hadronske terapije u medicini; te izgradnja 2010. godine tada trećeg na svijetu spektrometra masa s pobudom brzim teškim ionima. Rezultati su objavljeni u više od 180 znanstvenih članaka u najvažnijim međunarodnim časopisima. Član je izdavačkog odbora međunarodnog časopisa X-ray Spectrometry Journal. Međunarodni ugled ogleda se i u nizu dugogodišnjih znanstvenoistraživačkih suradnji, od kojih su najvažnije one sa Sveučilištem u Torinu, JAEA Takasaki, CEA Saclay te sveučilištima u Duisburgu i Kyotu. Održao je brojna pozvana predavanja na međunarodnim konferencijama te organizirao niz vrlo zapaženih međunarodnih znanstvenih skupova u Hrvatskoj. Istaknut doprinos razvoju znanstvene instrumentacije i interdisciplinskim primjenama metoda zasnovanih na ionskim snopovima, uspostava akceleratorskog centra i unapređenje istraživačke infrastrukture, edukacija mladih znanstvenika i razvoj obrazovnih programa, novi kolegiji na doktorskom studiju fizike, osnivanje nove istraživačke grupe i unapređenje kvalitete istraživanja najvažnije su odlike rada i rezultati koji svrstavaju Milka Jakšića među najistaknutije eksperimentalne fizičare u Hrvatskoj.